# Ōki
Ōki (jap. 大木町 Ōki-machi) – miasto w Japonii, na wyspie Kiusiu, w prefekturze Fukuoka. Według danych na rok 2020 miejscowość zamieszkiwało 13 820 mieszkańców , a gęstość zaludnienia wyniosła 749,5 os./km².